# Scottish Premiership de 2023–24
A Scottish Premiership de 2023–24 (conhecida como Cinch Premiership por motivos de patrocínio) foi a 127ª edição do Campeonato Escocês de Futebol e também a 11ª edição da Premiership escocesa, a divisão principal do futebol escocês.
O atual campeão foi o Celtic.
Pela terceira vez consecutiva, o Celtic se sagrou tri-campeão consecutivo, após uma vitória por goleada contra Kilmarnock por 5–0 fora de casa. Esse é o quinquagésimo quarto título do Campeonato Escocês em sua história.

## Visão geral

### Organização
A competição é organizada foi dirigida pela Liga de Futebol Profissional da Escócia (em inglês:  Scottish Professional Football League — SPFL), órgão independente que representa os clubes das quatros principais divisões do futebol na Escócia.

### Datas
A temporada começou em 5 de agosto de 2023 e terminará em 19 de maio de 2024. A pausa de inverno acontecerá de 3 a 19 de janeiro de 2024. Os jogos do play-off final acontecem em 23 e 26 de maio de 2024.

### Regulamento
A Scottish Premiership de 2023–24 funciona da seguinte forma: a temporada vai de agosto a maio e é dividida em duas fases, totalizando 38 jogos por time.
Na primeira fase, cada equipe joga três jogos contra todos os outros times. Após a primeira fase de jogos, em que todos os clubes jogam 33 partidas, o campeonato se divide em duas metades (sendo o grupo do campeão e o grupo do rebaixamento).
Um grupo ("grupo do campeão") fica com os 6 melhores colocados, enquanto o segundo grupo ("grupo do rebaixamento") ficava com os 6 últimos. Cada time passa a jogar mais cinco partidas, uma contra cada uma das outras cinco equipes em seu próprio grupo. Assim, são totalizadas 38 partidas. O campeão escocês será o time que somar mais pontos nos 38 jogos entre aqueles que estiveram no grupo de 6 melhores colocados formado para a fase final.

### Vagas em outras competições
O campeão escocês se classifica, juntamente com o vice-campeão, para a Liga dos Campeões de 2024–25. Os terceiro e quarto colocados se classificam para a Liga Europa de 2024–25, enquanto o quinto colocado se classifica para a Liga Conferência de 2024–25.

### Rebaixamento
O último colocado do "grupo do rebaixamento" é rebaixado automaticamnete para a Scottish Championship (segunda divisão) de 2024–25, enquanto o segundo colocado joga um play-off de promoção/rebaixamento contra o vencedor do play-off do Scottish Championship de 2023–24.

## Participantes

### Estádios e localizações
| Aberdeen           | Celtic | Dundee | Heart of Midlothian |
| ------------------ | --- | --- | ------------------- |
| Pittodrie Stadium  | Celtic Park | Dens Park | Tynecastle Park     |
| Capacidade: 20 866 | Capacidade: 60 411 | Capacidade: 11 775 | Capacidade: 20 009  |
|                    | | |                     |
| Hibernian          | Edinburgh Glasgow Aberdeen Dundee Kilmarnock Motherwell Ross County St. Johnstone St Mirren Livingston Times de Edinburgh Hearts Hibernian Times de Gasglow Celtic RangersLocalização dos times da Scottish Premiership de 2023–24 | Edinburgh Glasgow Aberdeen Dundee Kilmarnock Motherwell Ross County St. Johnstone St Mirren Livingston Times de Edinburgh Hearts Hibernian Times de Gasglow Celtic RangersLocalização dos times da Scottish Premiership de 2023–24 | Kilmarnock          |
| Easter Road        | Edinburgh Glasgow Aberdeen Dundee Kilmarnock Motherwell Ross County St. Johnstone St Mirren Livingston Times de Edinburgh Hearts Hibernian Times de Gasglow Celtic RangersLocalização dos times da Scottish Premiership de 2023–24 | Edinburgh Glasgow Aberdeen Dundee Kilmarnock Motherwell Ross County St. Johnstone St Mirren Livingston Times de Edinburgh Hearts Hibernian Times de Gasglow Celtic RangersLocalização dos times da Scottish Premiership de 2023–24 | Rugby Park          |
| Capacidade: 20 421 | Edinburgh Glasgow Aberdeen Dundee Kilmarnock Motherwell Ross County St. Johnstone St Mirren Livingston Times de Edinburgh Hearts Hibernian Times de Gasglow Celtic RangersLocalização dos times da Scottish Premiership de 2023–24 | Edinburgh Glasgow Aberdeen Dundee Kilmarnock Motherwell Ross County St. Johnstone St Mirren Livingston Times de Edinburgh Hearts Hibernian Times de Gasglow Celtic RangersLocalização dos times da Scottish Premiership de 2023–24 | Capacidade: 15 003  |
|                    | Edinburgh Glasgow Aberdeen Dundee Kilmarnock Motherwell Ross County St. Johnstone St Mirren Livingston Times de Edinburgh Hearts Hibernian Times de Gasglow Celtic RangersLocalização dos times da Scottish Premiership de 2023–24 | Edinburgh Glasgow Aberdeen Dundee Kilmarnock Motherwell Ross County St. Johnstone St Mirren Livingston Times de Edinburgh Hearts Hibernian Times de Gasglow Celtic RangersLocalização dos times da Scottish Premiership de 2023–24 |                     |
| Livingston         | Edinburgh Glasgow Aberdeen Dundee Kilmarnock Motherwell Ross County St. Johnstone St Mirren Livingston Times de Edinburgh Hearts Hibernian Times de Gasglow Celtic RangersLocalização dos times da Scottish Premiership de 2023–24 | Edinburgh Glasgow Aberdeen Dundee Kilmarnock Motherwell Ross County St. Johnstone St Mirren Livingston Times de Edinburgh Hearts Hibernian Times de Gasglow Celtic RangersLocalização dos times da Scottish Premiership de 2023–24 | Motherwell          |
| Almondvale Stadium | Edinburgh Glasgow Aberdeen Dundee Kilmarnock Motherwell Ross County St. Johnstone St Mirren Livingston Times de Edinburgh Hearts Hibernian Times de Gasglow Celtic RangersLocalização dos times da Scottish Premiership de 2023–24 | Edinburgh Glasgow Aberdeen Dundee Kilmarnock Motherwell Ross County St. Johnstone St Mirren Livingston Times de Edinburgh Hearts Hibernian Times de Gasglow Celtic RangersLocalização dos times da Scottish Premiership de 2023–24 | Fir Park            |
| Capacidade: 9 713  | Edinburgh Glasgow Aberdeen Dundee Kilmarnock Motherwell Ross County St. Johnstone St Mirren Livingston Times de Edinburgh Hearts Hibernian Times de Gasglow Celtic RangersLocalização dos times da Scottish Premiership de 2023–24 | Edinburgh Glasgow Aberdeen Dundee Kilmarnock Motherwell Ross County St. Johnstone St Mirren Livingston Times de Edinburgh Hearts Hibernian Times de Gasglow Celtic RangersLocalização dos times da Scottish Premiership de 2023–24 | Capacidade: 13 677  |
|                    | Edinburgh Glasgow Aberdeen Dundee Kilmarnock Motherwell Ross County St. Johnstone St Mirren Livingston Times de Edinburgh Hearts Hibernian Times de Gasglow Celtic RangersLocalização dos times da Scottish Premiership de 2023–24 | Edinburgh Glasgow Aberdeen Dundee Kilmarnock Motherwell Ross County St. Johnstone St Mirren Livingston Times de Edinburgh Hearts Hibernian Times de Gasglow Celtic RangersLocalização dos times da Scottish Premiership de 2023–24 |                     |
| Rangers            | Ross County | St Johnstone | St Mirren           |
| Ibrox Stadium      | Victoria Park | McDiarmid Park | St Mirren Park      |
| Capacidade: 50 817 | Capacidade: 6 541 | Capacidade: 10 696 | Capacidade: 7 937   |
|                    | | |                     |

Notas
1. ↑  Nome oficial: Kilmac Stadium at Dens Park.
2. ↑  Nome oficial: The BBSP Stadium Rugby Park.
3. ↑  A página do clube no site oficial da competição aponta o estádio com uma capacidade diferente: 17 889 espectadores.[14]
4. ↑  Nome oficial: Tony Macaroni Arena.
5. ↑  Nome oficial: Global Energy Stadium.
6. ↑  Nome oficial: The SMISA Stadium.

## Classificação

### Temporada regular
| Pos | Equipe              | Pts | J  | V  | E  | D  | GP | GC | SG  | Classificado          |
| --- | ------------------- | --- | -- | -- | -- | -- | -- | -- | --- | --------------------- |
| 1   | Celtic              | 78  | 33 | 24 | 6  | 3  | 80 | 26 | +54 | Grupo do Campeonato   |
| 2   | Rangers             | 75  | 33 | 24 | 3  | 6  | 72 | 23 | +49 | Grupo do Campeonato   |
| 3   | Heart of Midlothian | 62  | 33 | 19 | 5  | 9  | 46 | 34 | +12 | Grupo do Campeonato   |
| 4   | Kilmarnock          | 51  | 33 | 13 | 12 | 8  | 43 | 34 | +9  | Grupo do Campeonato   |
| 5   | St Mirren           | 43  | 33 | 12 | 7  | 14 | 38 | 43 | −5  | Grupo do Campeonato   |
| 6   | Dundee              | 41  | 33 | 10 | 11 | 12 | 44 | 53 | −9  | Grupo do Campeonato   |
| 7   | Hibernian           | 39  | 33 | 9  | 12 | 12 | 44 | 51 | −7  | Grupo do Rebaixamento |
| 8   | Motherwell          | 37  | 33 | 8  | 13 | 12 | 46 | 51 | −5  | Grupo do Rebaixamento |
| 9   | Aberdeen            | 35  | 33 | 8  | 11 | 14 | 35 | 49 | −14 | Grupo do Rebaixamento |
| 10  | St. Johnstone       | 31  | 33 | 7  | 10 | 16 | 24 | 46 | −22 | Grupo do Rebaixamento |
| 11  | Ross County         | 30  | 33 | 7  | 9  | 17 | 32 | 56 | −24 | Grupo do Rebaixamento |
| 12  | Livingston          | 18  | 33 | 3  | 9  | 21 | 22 | 59 | −37 | Grupo do Rebaixamento |

1. ↑  As equipes se enfrentam três vezes (33 partidas), antes de a liga ser dividida em dois grupos (os seis primeiros e os seis últimos).

### Confrontos
1–22 Rodadas
| Mandante \ Visitante | ABE | CEL | DND | HOM | HIB | KIL | LIV | MOT | RAN | ROS | STJ | STM |
| -------------------- | --- | --- | --- | --- | --- | --- | --- | --- | --- | --- | --- | --- |
| Aberdeen             | —   | 1–3 | 1–1 | 2–1 | 0–2 | 0–1 | 2–1 | 3–3 | 1–1 | 4–0 | 0–0 | 0–3 |
| Celtic               | 6–0 | —   | 3–0 | 0–2 | 4–1 | 3–1 | 2–0 | 1–1 | 2–1 | 4–2 | 0–0 | 2–1 |
| Dundee               | 1–0 | 0–3 | —   | 1–0 | 1–2 | 2–2 | 1–0 | 1–1 | 0–5 | 0–0 | 2–1 | 4–0 |
| Heart of Midlothian  | 2–0 | 1–4 | 3–2 | —   | 2–2 | 0–0 | 1–0 | 0–1 | 0–1 | 2–2 | 1–0 | 2–0 |
| Hibernian            | 2–0 | 0–0 | 0–0 | 0–1 | —   | 1–0 | 2–3 | 2–2 | 0–3 | 2–2 | 2–0 | 2–3 |
| Kilmarnock           | 2–0 | 2–1 | 2–2 | 0–1 | 2–2 | —   | 3–1 | 1–0 | 1–0 | 0–1 | 2–1 | 1–1 |
| Livingston           | 0–0 | 0–3 | 0–2 | 1–2 | 0–1 | 0–0 | —   | 2–0 | 0–2 | 2–2 | 0–0 | 1–1 |
| Motherwell           | 2–4 | 1–2 | 3–3 | 1–2 | 2–1 | 2–1 | 3–1 | —   | 0–2 | 3–3 | 1–1 | 0–1 |
| Rangers              | 1–3 | 0–1 | 3–1 | 2–1 | 4–0 | 3–1 | 4–0 | 1–0 | —   | 3–1 | 2–0 | 2–0 |
| Ross County          | 0–3 | 0–3 | 0–1 | 0–1 | 2–2 | 0–0 | 1–1 | 3–0 | 0–2 | —   | 2–0 | 1–0 |
| St. Johnstone        | 1–1 | 1–3 | 2–2 | 0–2 | 1–0 | 2–1 | 1–1 | 2–2 | 0–2 | 1–0 | —   | 1–0 |
| St Mirren            | 2–2 | 0–3 | 2–1 | 1–0 | 2–2 | 0–1 | 1–0 | 0–0 | 0–3 | 2–0 | 4–0 | —   |

23–33 Rodadas
As equipes jogam entre si uma vez, em casa ou fora.
| Mandante \ Visitante | ABE | CEL | DND | HOM | HIB | KIL | LIV | MOT | RAN | ROS | STJ | STM |
| -------------------- | --- | --- | --- | --- | --- | --- | --- | --- | --- | --- | --- | --- |
| Aberdeen             | —   | 1–1 | 0–0 | –   | 2–2 | –   | –   | –   | –   | 2–1 | 0–2 | –   |
| Celtic               | –   | —   | 7–1 | –   | –   | 1–1 | –   | –   | –   | 1–0 | 3–1 | 3–0 |
| Dundee               | –   | –   | —   | 2–3 | –   | 2–2 | –   | 2–3 | 0–0 | 2–0 | –   | –   |
| Heart of Midlothian  | 2–0 | 2–0 | –   | —   | 1–1 | 1–1 | 4–2 | 2–0 | –   | –   | –   | –   |
| Hibernian            | –   | 1–2 | 2–1 | –   | —   | –   | 3–0 | –   | –   | 2–0 | 1–2 | 0–3 |
| Kilmarnock           | 2–0 | –   | –   | –   | 2–2 | —   | 1–0 | –   | 1–2 | 1–0 | –   | 5–2 |
| Livingston           | 0–0 | 0–3 | 1–4 | –   | –   | –   | —   | 1–3 | –   | –   | –   | 1–0 |
| Motherwell           | 0–1 | 1–3 | –   | –   | 1–1 | 1–1 | –   | —   | –   | 5–0 | –   | 1–1 |
| Rangers              | 2–1 | 3–3 | –   | 5–0 | 3–1 | –   | 3–0 | 1–2 | —   | –   | –   | –   |
| Ross County          | –   | –   | –   | 2–1 | –   | –   | 3–2 | –   | 3–2 | —   | 0–1 | 1–1 |
| St. Johnstone        | –   | –   | 1–2 | 0–1 | –   | 0–2 | 1–1 | 1–1 | 0–3 | –   | —   | –   |
| St Mirren            | 2–1 | –   | 2–0 | 1–2 | –   | –   | –   | –   | 0–1 | –   | 2–0 | —   |

## Grupo do Campeonato
| Pos | Equipe              | Pts | J  | V  | E  | D  | GP | GC | SG  | Classificado                                                 |  | CEL | RAN | HOM | KIL | STM | DND |
| --- | ------------------- | --- | -- | -- | -- | -- | -- | -- | --- | ------------------------------------------------------------ |  | --- | --- | --- | --- | --- | --- |
| 1   | Celtic (C)          | 93  | 38 | 29 | 6  | 3  | 95 | 30 | +65 | Fase de liga da Liga dos Campeões da UEFA de 2024–25         |  | —   | 2–1 | 3–0 | –   | 3–2 | –   |
| 2   | Rangers             | 85  | 38 | 27 | 4  | 7  | 87 | 32 | +55 | 3ª. Pré-eliminatória da Liga dos Campeões da UEFA de 2024–25 |  | –   | —   | 3–3 | 4–1 | –   | 5–2 |
| 3   | Heart of Midlothian | 68  | 38 | 20 | 8  | 10 | 51 | 39 | +12 | Play-off da Liga Europa da UEFA de 2024–25                   |  | –   | 3–3 | —   | –   | –   | 3–0 |
| 4   | Kilmarnock          | 56  | 38 | 14 | 14 | 10 | 46 | 44 | +2  | 2ª. Pré-eliminatória da Liga Europa da UEFA de 2024–25       |  | 0–5 | –   | 0–0 | —   | –   | –   |
| 5   | St Mirren           | 47  | 38 | 13 | 8  | 17 | 46 | 52 | −6  | 2ª. Pré-eliminatória da Liga Conferência da UEFA de 2024–25  |  | –   | 1–2 | 2–2 | 0–1 | —   | –   |
| 6   | Dundee              | 42  | 38 | 10 | 12 | 16 | 49 | 67 | −18 |                                                              |  | 1–2 | –   | –   | 1–1 | 1–3 | —   |

1. ↑  O Celtic venceu a Copa da Escócia de 2023–24 e terminou entre os três primeiros, a vaga do Play-off da Liga Europa da UEFA de 2024–25 reservada para o vencedor da copa será repassada para o terceiro colocado. As vagas para a segunda pré-eliminatória da Liga Europa e para a segunda pré-eliminatória da Liga Conferência serão repassadas ao quarto e quinto colocado.

## Grupo do Rebaixamento
| Pos | Equipe          | Pts | J  | V  | E  | D  | GP | GC | SG  | Rebaixado                                    |     | ABE | HIB | MOT | STJ | ROS | LIV |
| --- | --------------- | --- | -- | -- | -- | -- | -- | -- | --- | -------------------------------------------- | --- | --- | --- | --- | --- | --- | --- |
| 1   | Aberdeen        | 48  | 38 | 12 | 12 | 14 | 48 | 52 | −4  |                                              |     | —   | –   | 1–0 | 1–0 | –   | 5–1 |
| 2   | Hibernian       | 46  | 38 | 11 | 13 | 14 | 52 | 59 | −7  |                                              | 0–4 | —   | 3–0 | –   | –   | –   |     |
| 3   | Motherwell      | 43  | 38 | 10 | 13 | 15 | 57 | 59 | −2  |                                              | –   | –   | —   | 1–2 | –   | 4–1 |     |
| 4   | St. Johnstone   | 35  | 38 | 8  | 11 | 19 | 29 | 54 | −25 |                                              | –   | 1–3 | –   | —   | 1–1 | –   |     |
| 5   | Ross County (O) | 35  | 38 | 8  | 11 | 19 | 37 | 66 | −29 | Play-off de rebaixamento                     |     | 2–2 | 2–1 | 1–5 | –   | —   | –   |
| 6   | Livingston      | 25  | 38 | 5  | 10 | 23 | 29 | 70 | −41 | Rebaixado à Scottish Championship de 2024–25 |     | –   | 1–1 | –   | 2–1 | 2–0 | —   |

## Play-off de rebaixamento
| Equipe 1     | Total | Equipe 2    | 1.º jogo | 2.º jogo |
| ------------ | ----- | ----------- | -------- | -------- |
| Raith Rovers | 1–6   | Ross County | 1–2      | 0–4      |

## Estatísticas
Atualizado em 20 de maio de 2024.

### Artilheiros
| Pos. | Jogador            | Clube               | Gols |
| ---- | ------------------ | ------------------- | ---- |
| 1    | Lawrence Shankland | Heart of Midlothian | 24   |
| 2    | Matt O'Riley       | Celtic              | 18   |
| 3    | James Tavernier    | Rangers             | 17   |
| 4    | Bojan Miovski      | Aberdeen            | 16   |
| 4    | Cyriel Dessers     | Rangers             | 16   |
| 6    | Thelonius Bair     | Motherwell          | 15   |
| 7    | Kyogo Furuhashi    | Celtic              | 14   |
| 7    | Simon Murray       | Ross County         | 14   |
| 9    | Abdallah Sima      | Rangers             | 11   |
| 10   | Luke McCowan       | Dundee United       | 9    |
| 10   | Myziane Maolida    | Hibernian           | 9    |

### Assistentes
| Pos. | Jogador          | Clube         | Assists. |
| ---- | ---------------- | ------------- | -------- |
| 1    | Matt O'Riley     | Celtic        | 13       |
| 2    | Blair Spittal    | Motherwell    | 11       |
| 3    | Daniel Armstrong | Kilmarnock    | 10       |
| 3    | James Tavernier  | Rangers       | 10       |
| 5    | Graham Carey     | St. Johnstone | 9        |
| 5    | Luis Palma       | Celtic        | 9        |
| 7    | Élie Youan       | Hibernian     | 8        |
| 8    | Junior Hoilett   | Aberdeen      | 7        |
| 9    | Callum McGregor  | Celtic        | 6        |
| 9    | Thelonius Bair   | Motherwell    | 6        |

## Prêmios

### Prêmios Mensais
| Mês       | Treinador do Mês | Treinador do Mês    | Jogador do Mês     | Jogador do Mês      |
| Mês       | Treinador        | Equipe              | Jogador            | Equipe              |
| --------- | ---------------- | ------------------- | ------------------ | ------------------- |
| Agosto    | Stephen Robinson | St Mirren           | Ryan Strain        | St Mirren           |
| Setembro  | Brendan Rodgers  | Celtic              | Matt O'Riley       | Celtic              |
| Outubro   | Derek McInnes    | Kilmarnock          | Abdallah Sima      | Rangers             |
| Novembro  | Steven Naismith  | Heart of Midlothian | Lawrence Shankland | Heart of Midlothian |
| Dezembro  | Derek McInnes    | Kilmarnock          | Lawrence Shankland | Heart of Midlothian |
| Janeiro   | Philippe Clement | Rangers             | Alan Forrest       | Heart of Midlothian |
| Fevereiro | Philippe Clement | Rangers             | Blair Spittal      | Motherwell          |
| Março     | Tony Docherty    | Dundee              | Myziane Maolida    | Hibernian           |
| Abril     | Brendan Rodgers  | Celtic              | Luke McCowan       | Dundee              |